# Ровато
Ровато (італ. Rovato) — муніципалітет в Італії, у регіоні Ломбардія, провінція Брешія.
Ровато розташоване на відстані близько 460 км на північний захід від Рима, 65 км на схід від Мілана, 21 км на захід від Брешії.
Населення — 19 218 осіб (2014).
Щорічний фестиваль відбувається 4 листопада. Покровитель — San Carlo Borromeo.

## Демографія
Населення за роками:

Станом на 1 січня 2023 року в муніципалітеті офіційно проживали 3583 іноземці з 67 країн, серед них 374 громадяни країн Євросоюзу та 99 громадян України.

## Сусідні муніципалітети
- Берлінго
- Кастреццато
- Каццаго-Сан-Мартіно
- Коккальйо
- Ербуско
- Травальято
- Тренцано